# Konrad Dawdo
Konrad Janusz Dawdo (ur. 9 grudnia 1999 w Kłodzku) – polski koszykarz występujący na pozycji skrzydłowego, obecnie zawodnik Górnik Zamek Książ Wałbrzych. Brat bliźniak Daniela Dawdo, również grającego w koszykówkę.
3 sierpnia 2023 został zawodnikiem Górnik Zamek Książ Wałbrzych

## Osiągnięcia
Stan na 17 czerwca 2021, na podstawie, o ile nie zaznaczono inaczej.

### Drużynowe

#### Młodzieżowe
- Mistrz Polski:
  - juniorów (2017)
  - kadetów (2015)
- Wicemistrz Polski juniorów starszych (2019)

### Indywidualne
- Zaliczony do I składu mistrzostw Polski:
  - juniorów (2017)
  - kadetów (2015)

### Reprezentacja

#### Młodzieżowe
- Wicemistrz Europy U–16 Dywizji B (2015)
- Uczestnik mistrzostw Europy U–18 Dywizji B (2017 – 5. miejsce)